# 海伦·斯凯尔顿
海伦·伊丽莎白·斯凯尔顿（Helen Elizabeth Skelton，1983年7月19日—）  是一位英国电视节目主持人和演员。从 2008 年到 2013 年，她共同主持了BBC儿童节目Blue Peter ，  并且自 2014 年以来一直是Countryfile的主持人。 她还与Angela Rippon和Joe Crowley共同主持了BBC One节目Holiday Hit Squad的两个系列。她还展示了连续两个系列的日间系列The Instant Gardener 。

## 早期生活
Skelton 于 1983 年 7 月 19 日出生于英格兰坎布里亚郡的卡莱尔，并在Kirkby Thore村的一个奶牛场长大。她就读于当地的小学，然后是爱普比文法学校，最终从坎布里亚艺术学院毕业，并获得了新闻学学士学位。在大学期间，她曾在加冕街和Cutting It担任临时演员。
斯克尔顿曾说过，如果她不做广播员，她会成为一名教师。她的哥哥加文是一名职业足球运动员，同时也是一名球员兼经理。 

## 职业

### 早期事业
在短暂的公共关系工作后，斯克尔顿决定专注于新闻业。在 2005 年成为BBC 坎布里亚电台的早餐主持人之前，她曾在CFM 电台的新闻编辑室工作，并参与了边境电视台的各种节目， 是当时 BBC 网络上最年轻的早餐时段主持人之一。她当时是儿童新闻节目Newsround及其周末体育版Sportsround的记者和临时主持人。

### 电视
2008 年 8 月 28 日，斯克尔顿被揭露为Blue Peter的主持人，取代佐伊·萨蒙 ，成为该节目的第 33 位主持人。 在该系列的挑战中，斯凯尔顿在 BBC 制作的梅林中扮演了一个未署名的角色。 2013年8月，宣布退出节目；她被Radzi Chinyanganya取代。Skelton 在Blue Peter期间从事其他项目，主要是通讯员；其中包括温布尔登锦标赛的报道。
离开Blue Peter后，斯克尔顿成为BT 体育频道FA 女足超级联赛现场直播的主持人，并保留了她在 BBC 的记者角色。自 2008 年以来，她偶尔会展示Countryfile的片段，并在 2013/14 年与Angela Rippon和Joe Crowley一起展示了两个系列的Holiday Hit Squad 。 2014/15 年，她在 BBC 上展示了伦敦马拉松精彩片段。她于 2016 年被Ore Oduba取代。
2012 年 12 月，Skelton 参加了BBC One节目《舞动奇迹》的圣诞特别版。 自 2015 年以来，Skelton 与 Danny Clarke 共同主持了 BBC One 日间系列节目The Instant Gardener 。 2016 年初，她推出了《今晚：儿童 V 职业》 。
Skelton 还与 Mark Foster 和 Rebecca Adlington 一起主持了 2016 年欧洲游泳锦标赛的报道。她在2016 年夏季奥运会期间为BBC工作，与Rebecca Adlington 、 Adrian Moorhouse 、 Andy Jameson和Mark Foster一起提供游泳报道。那年 10 月，Skelton 嘉宾在ITV上展示了五个版本的洛林， 以及 2017 年 2 月的另外五个版本。   2017 年，她还在More4上联合推出了两个版本的Walks with My Dog ；同年，Skelton 与 Adlington 和 Foster 一起在 2017 年世界游泳锦标赛期间重返 BBC 主持游泳报道。
斯克尔顿和她的朋友兼前联合主持人丽贝卡·阿德林顿一起出现在名人古董公路旅行（系列 8 第 14 集）中。
从 2022 年 9 月 24 日起，Skelton 与专业舞蹈家Gorka Marquez搭档参加了第20期《舞动奇迹》系列比赛。 
10 月 22 日星期六，作为 BBC 成立 100 周年庆典的一部分，Skelton 与专业合作伙伴Gorka Marquez一起跳起了查尔斯顿舞曲“Strictly Come Dancing”中的蓝彼得主题曲。    11 月 5 日星期六，Skelton 凭借她的 Jive 在“舞动奇迹”第 7 周共同获得最高领导位置。 她在 11 月 12 日的比赛之夜跳萨尔萨舞，轻松度过了第 8 周，到达了预定于 2022 年 11 月 19 日举行的布莱克浦盛会。 

### 写作
斯凯尔顿的第一部小说《艾米·怀尔德：亚马逊之夏》于 2015 年 5 月出版。 

### 收音机
斯凯尔顿每周日下午 3 点至下午 6 点在英国广播公司广播电台第五台主持一个每周时段，并与 Tony Livesey 临时共同主持英国广播公司广播电台第五台。 从 2022 年 8 月 14 日起，Skelton 将取代劳拉·惠特莫尔主持英国广播公司广播电台第五台的全新早间节目，每周日上午 10 点至中午 12 点。  

## 挑战
2008年12月，斯凯尔顿与一名16岁的轮椅使用者搭档参加了马耳他舞蹈公开赛并击败了其他100名舞者，并赢得了冠军。 

### 超级马拉松
2009 年 4 月，斯克尔顿成为有史以来第二位完成78-英里（126-）纳米比亚超级马拉松。 她在 23 小时 45 分钟内完成了跑步——仅比一天的时间限制少了 15 分钟。她告诉Newsround ：“那是一次令人筋疲力尽的经历，但我永远不会忘记。有艰难的时期，但也有惊人的时期。 斯凯尔顿还曾三次完成伦敦马拉松比赛； 2009, 2014 和 2019. 

### 亚马逊皮划艇
2010 年初，Skelton 为2010 年运动救济会划皮划艇走遍了亚马逊河。她划皮划艇2,010英里（3,230）于 1 月 20 日从秘鲁的瑙塔出发，于 2 月 28 日独自前往巴西的阿尔梅林。她在吉尼斯世界纪录中取得了两项成绩：最长的皮划艇单人旅行，以及女性在 24 小时内划皮划艇最长的距离。 
Ribble Valley的议员奈杰尔·埃文斯 ( Nigel Evans ) 在对亚马逊发起挑战后，在下议院提交了一项早期动议： 
|  | That this House congratulates Blue Peter presenter Helen Skelton on her 2,000 mile kayak along the Amazon to raise money for Sport Relief; notes her considerable position as a role model to young people and the magnificent example she sets; further notes the forthcoming verification by Guinness World Records of the two records set by Helen during her effort – longest solo journey by kayak and the longest distance travelled in a kayak in 24 hours by a woman; and further notes the work of Sport Relief in raising money to help transform the lives of poor and vulnerable people, both in the UK and all over the world. |

### 走钢丝
2011 年 2 月 28 日，斯凯尔顿在巴特西发电站的烟囱间走 150 米长的钢丝，海拔 66 米，为漫画救济筹集资金。 Blue Peter制作了两个关于她散步的特别节目。

### 南极
2012 年，斯凯尔顿成为第一个骑自行车到达南极点的人，为 Sport Relief 筹集了更多资金。这辆自行车是为她的旅行定制的， 8-英寸（200-）宽轮胎。她还用滑雪板和风筝来帮助她拉动装有 82 公斤物资。  斯凯尔顿行驶了329英里（529）风筝滑雪，103 骑自行车和 68越野滑雪。她也是第一个创造最快 100 米世界纪录的人 风筝滑雪 km，在 7 小时 28 分钟内，这是在旅途中设定的。 吉尼斯世界纪录对这一奖项发表评论说：“我们知道探险家已经完成了更远的距离，但海伦·斯凯尔顿的申请是吉尼斯世界纪录首次收到专门针对 100 公里距离的申请。” 蓝彼得还为这次活动制作了五部六集特辑。
2013 年 4 月，为了激励Blue Peter观众为支持Comic Relief做点什么，Skelton 接受了 Comic Relief 设定的七项挑战，同时打破了一项世界纪录。她将这一系列挑战称为她的“壮丽七人组”，参考了 1960 年西部片“壮丽七人组”： 
- 橄榄球踢 - 失败
- 一夜两场演出 – 成功[39]
- 与红箭同飞 – 成功[40]
- 照片拍摄 – 成功
- 索桥——成功
- 最长的彩旗排——成功（当时是世界纪录）
- 抛硬币 - 失败

### 运动减压
2018 年 3 月，Skelton 参加了一场名人拳击比赛，经过 3 轮 2 分钟的回合一致判定击败Camilla Thurlow参加BBC的Sport Relief 

## 个人生活
2013年12月，斯克尔顿与英格兰国家橄榄球联盟队球员里奇迈勒结婚，并于2015年6月19日生下他们的第一个孩子，男孩。 在迈勒加入加泰罗尼亚之龙俱乐部后，他们于 2015 年 9 月移居法国。他目前效力于约克郡俱乐部利兹犀牛队。他们的第二个儿子于 2017 年 4 月出生 他们的第一个女儿于 2021 年 12 月 28 日出生。 
斯克尔顿于 2022 年 4 月 25 日通过她的 Instagram 帐户宣布，她和迈勒不再是夫妻，因为他离开了家。 后来在 Instagram 上透露，他的新女友、女继承人斯蒂芬妮·瑟基尔 (Stephanie Thirkill) 怀上了他们的第一个孩子。  

## 片目
电视
| 年          | 标题                                | 角色                   |
| ----------- | ----------------------------------- | ---------------------- |
| 1999        | 加冕街                              | 配角                   |
| 1999        | 切割它                              | 配角                   |
| 2005年      | BBC坎布里亚电台                     | 主持人                 |
| 2007年      | 运动场                              | 联合主持人             |
| 2007–2008   | 新闻周刊                            | 记者兼解说员           |
| 2008–2013   | 蓝彼得                              | 联合主持人             |
| 2008—       | 国家档案                            | 联合主持人             |
| 2009–2011   | 乡村曲目                            | 联合主持人             |
| 2012        | 舞动奇迹：圣诞特辑                  | 选手                   |
| 2013–2014   | 假日特攻队                          | 联合主持人             |
| 2014–2015   | 伦敦马拉松花絮                      | 主持人                 |
| 2015—       | 即时园丁                            | 联合主持人             |
| 2016年      | 2016 年欧洲游泳锦标赛报道 (BBC)     | 主持人                 |
| 2016、2018— | 今晚                                | 记者                   |
| 2016年      | BBC体育奥运报道                     | 主持人                 |
| 2016年      | 让青少年阅读的学校                  | 联合主持人             |
| 2016–2017   | 洛林                                | 客座主持人             |
| 2017年      | 和我的狗一起散步                    | 联合主持人，2集        |
| 2017年      | 2017年世界游泳锦标赛游泳报道（BBC） | 主持人                 |
| 2018–       | 动物园的重要一周/农场的本周         | 联合主持人             |
| 2019–       | 挖掘英国的过去                      | 共同主持人，1 季，6 集 |
| 2020        | 名人 SAS：谁敢赢                    | 选手                   |
| 2020        | 花更少的钱享受奢华的圣诞节          | 联合主持人             |
| 2020        | 本周在农场                          | 联合主持人             |
| 2021年      | 斯蒂芬的盒装午餐                    | 客座主持人             |
| 2021 年至今 | 直播：农场之夏                      | 联合主持人             |
| 2022年      | 超级品牌内部                        | 主持人                 |
| 2022年      | Betfred 超级联赛橄榄球              | 主持人                 |
| 2022年      | <i id="mwAdo">舞动奇迹</i>          | 系列赛 20 - 亚军       |

### 客串演出
- 什么是烹饪？ (2013) – 嘉宾
- 倒计时(2013) – “词典角”嘉宾
- The Chase: Celebrity Special (2013) – 选手
- 全明星家族财富(2015) – 选手
- 蓝彼得(2015) – 嘉宾
- 造就我的电视(2015) – 主题
- 毫无意义的名人- 参赛者
- 周日早午餐（2013、2014、2015、2016、2019）——客人